# Royal Rumble (2004)
Royal Rumble 2004 fue la decimoséptima edición del Royal Rumble, un evento pago por visión de lucha libre profesional producido por la World Wrestling Entertainment (WWE). Tuvo lugar el 25 de enero de 2004 desde el Wachovia Center en Filadelfia, Pensilvania. El tema oficial del evento fue "Nothing Left to Lose" de Puddle of Mudd.

## Resultados
- Lucha en Heat: Victoria (con Steven Richards) derrotó a Molly Holly (4:56)
  - Victoria cubrió a Holly después de un "Widow's Peak".
  - El título de Holly no estaba en juego.
- Evolution (Ric Flair y Batista) derrotó a The Dudley Boyz (Bubba Ray y D-Von) en un Tables Match reteniendo el Campeonato Mundial en Parejas (4:23)
  - Batista aplicó un "Spinebuster" en D-Von, quebrando una mesa.
  - Durante el combate, Jonathan Coachman intervino ayudando a Evolution.
- Rey Mysterio derrotó a Jamie Noble (con Nidia) reteniendo el Campeonato Peso Crucero (3:12)
  - Mysterio cubrió a Noble después de un "Droppin' The Dime".
- Eddie Guerrero derrotó a Chavo Guerrero (w/Chavo Guerrero, Sr.) (8:03)
  - Eddie cubrió a Chavo después de una "Frog Splash".
  - Después de la lucha, Eddie atacó a Chavo y Chavo Sr.
- Brock Lesnar derrotó a Hardcore Holly reteniendo el Campeonato de la WWE (6:30)
  - Lesnar cubrió a Holly después de un "F-5".
- El Campeón Mundial Peso Pesado Triple H y Shawn Michaels empataron en un Last Man Standing Match (22:46)
  - Ambos hombres no pudieron levantarse ante el conteo de 10, declarando la lucha como un empate.
  - Como resultado, Triple H retuvo el campeonato.
  - Evolution tenía prohibido acercarse al Ringside.
- El Royal Rumble 2004 terminó con Chris Benoit como ganador (1:01:35)
  - Chris Benoit eliminó al Big Show sacándolo por la tercera cuerda.
  - Durante la lucha, Brock Lesnar atacó a Goldberg.

## Royal Rumble entradas y eliminaciones

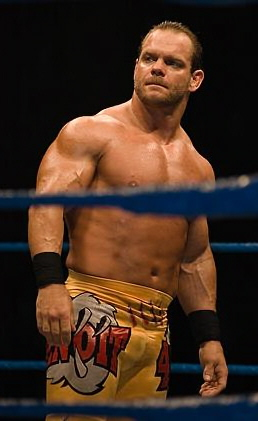
Chris Benoit, el ganador del Royal Rumble 2004.

Color rojo ██ indica una superestrella de RAW y color azul ██ indica una superestrella de SmackDown!. Cada superestrella entraba aproximadamente cada 90 segundos.
| Entradas | Entradas         | Eliminado por | Eliminado por       | Tiempo  |
| -------- | ---------------- | ------------- | ------------------- | ------- |
| 1        | Chris Benoit     | -             | Ganador             | 1:01:35 |
| 2        | Randy Orton      | 18            | Foley               | 33:44   |
| 3        | Mark Henry       | 3             | Benoit              | 05:14   |
| 4        | Tajiri           | 2             | Rhyno               | 03:39   |
| 5        | Bradshaw         | 1             | Benoit              | 00:38   |
| 6        | Rhyno            | 8             | Benoit              | 14:00   |
| 7        | Matt Hardy       | 9             | Duprée              | 14:18   |
| 8        | Scott Steiner    | 5             | Booker              | 06:49   |
| 9        | Matt Morgan      | 11            | Benoit              | 12:14   |
| 10       | The Hurricane    | 4             | Morgan              | 00:19   |
| 11       | Booker T         | 13            | Orton               | 09:11   |
| 12       | Kane             | 6             | Booker              | 01:30   |
| 13       | Spike Dudley     | 7             | Nunca entró al ring | 00:00   |
| 14       | Rikishi          | 12            | Orton               | 03:48   |
| 15       | René Duprée      | 10            | Rikishi             | 00:33   |
| 16       | A-Train          | 14            | Benoit              | 01:44   |
| 17       | Shelton Benjamin | 15            | Orton               | 00:37   |
| 18       | Ernest Miller    | 16            | Orton               | 00:56   |
| 19       | Kurt Angle       | 28            | Show                | 29:04   |
| 20       | Rico             | 17            | Orton               | 01:06   |
| 21       | Mick Foley       | 19            | Él mismo            | 00:43   |
| 22       | Christian        | 20            | Jericho             | 07:39   |
| 23       | Nunzio           | 23            | Goldberg            | 03:48   |
| 24       | The Big Show     | 29            | Benoit              | 22:38   |
| 25       | Chris Jericho    | 27            | Show                | 14:58   |
| 26       | Charlie Haas     | 21            | Goldberg            | 06:53   |
| 27       | Billy Gunn       | 22            | Goldberg            | 05:37   |
| 28       | John Cena        | 25            | Show                | 07:37   |
| 29       | Rob Van Dam      | 26            | Show                | 06:44   |
| 30       | Goldberg         | 24            | Angle               | 02:07   |

1. ↑  Fue atacado por Kane mientras entraba al ring.
2. ↑  Originalmente Test estaba en el combate pero fue atacado momentos antes por Foley tomando así su lugar.
3. ↑  Después de ser eliminado le aplicó a Nunzio su Mandible claw, quedándose este último afuera del ring.
4. ↑  Al eliminar a Orton, Foley se eliminó a sí mismo también.
5. ↑  Permaneció mucho tiempo afuera, hasta que John Cena lo regreso al ring.
6. ↑  Fue atacado por Brock Lesnar para luego ser eliminado por Angle

## Luchas clasificatorias para el Royal Rumble Match
- John Cena y un competidor Local derrotaron a The Full Blooded Italians (Nunzio, Chuck Palumbo & Johnny Stamboli) en un Handicap Match - SmackDown!, 30 de diciembre (se emitió el 1 de enero)

- Rico derrotó a Tommy Dreamer - Heat, 12 de enero (se emitió el 18 de enero)

- Matt Morgan derrotó a Orlando Jordan - Velocity, 13 de enero (se emitió el 17 de enero)

- Rikishi derrotó a Scotty 2 Hotty - SmackDown!, 13 de enero (se emitió el 15 de enero)
- The World´s Greatest Tag Team derrotaron a The Basham Brothers - SmackDown!, 13 de enero (se emitió el 15 de enero)

- Nunzio derrotó a Chuck Palumbo & Jhonny Stamboli - SmackDown, 13 de enero (se emitió el 15 de enero)
- Big Show derrotó a Funaki - SmackDown, 13 de enero (se emitió el 15 de enero)
- Tajiri derrotó a Billy Kidman - SmackDown, 20 de enero (se emitió el 22 de enero)
- A-Train derrotó a Shannon Moore - SmackDown, 20 de enero (se emitió el 22 de enero)
- Bradshaw derrotó a Akio & Sakoda - SmackDown, 20 de enero (se emitió el 22 de enero)

## Otros roles
| Comentaristas - Michael Cole - SmackDown! - Jerry "The King" Lawler - RAW - Jim Ross - RAW / Royal Rumble match - Tazz - SmackDown! / Royal Rumble match Comentaristas en Español - Carlos Cabrera - Hugo Savinovich Entrevistadores - Jonathan Coachman - Josh Mathews - Terri | Árbitros de RAW - Earl Hebner - Mike Chioda - Jack Doan - Charles Robinson Árbitros de SmackDown - Nick Patrick - Jim Korderas - Brian Hebner Otros - Tony Chimel - SmackDown! ring announcer' - Howard Finkel - RAW ring announcer |